# تیکولوتیتو، نیومکزیکو
تیکولوتیتو (به انگلیسی: Tecolotito) یک منطقهٔ مسکونی در ایالات متحده آمریکا است که در نیومکزیکو واقع شده‌است. تیکولوتیتو ۲۳۲ نفر جمعیت دارد و ۱٬۶۲۱٫۸۶ متر بالاتر از سطح دریا واقع شده‌است.